# Ordem dos Engenheiros Técnicos
A Ordem dos Engenheiros Técnicos (OET) é a associação pública profissional portuguesa representativa dos engenheiros técnicos.

## História
Pelo Decreto-Lei n.º 349/99, de 2 de setembro, no uso da autorização legislativa concedida pela Assembleia da República através da Lei n.º 38/99, de 26 de maio, foi criada a Associação Nacional dos Engenheiros Técnicos (ANET).
Nos termos da Lei n.º 47/2011, de 27 de junho de 2011, a ANET passou a denominar-se Ordem dos Engenheiros Técnicos. O mesmo diploma legal alterou e republicou os respectivos Estatutos.

## Atribuições
São atribuições da Ordem dos Engenheiros Técnicos, entre outras:
- Conceder o título profissional de engenheiro técnico;
- Efectuar o registo de todos os engenheiros técnicos;
- Representar os engenheiros técnicos;
- Fazer respeitar o código deontológico e exercer jurisdição disciplinar sobre todos os engenheiros técnicos que exerçam a profissão em Portugal;
- Promover a valorização profissional e científica dos seus associados.

## Título de engenheiro técnico
A atribuição do título profissional de engenheiro técnico, o seu uso e o exercício da profissão dependem de inscrição como membro efectivo.

## Atos de Engenharia
No site da OET é possível obter uma relação dos atos de engenharia que os engenheiros técnicos podem praticar.
Para a prática dos atos de engenharia a OET criou o sistema SEDAP (Sistema para a Emissão de Declarações para Atos Profissionais) que permite aos seus membros emitirem online as suas próprias declarações para atos profissionais, de acordo com as competências certificadas pela OET em seu nome.

## Membros
Podem inscrever-se como membros efectivos: 
- Os bacharéis em Engenharia;
- Os licenciados em Engenharia na organização de estudos aprovada pelo Decreto Lei n.º 74/2006, de 24 de Março,[6] em primeiros ciclos de estudos que tenham sido acreditados pela Agência de Avaliação e Acreditação do Ensino Superior[7]

Todos os candidatos à inscrição têm obrigatoriamente que:
- Realizar um estágio profissional, com a duração mínima de 6 meses;
- Frequentar e obter aproveitamento num módulo de formação em ética e deontologia profissional;